# Paulo Caetano de Albuquerque
Paulo Caetano de Albuquerque foi um administrador colonial português que exerceu o cargo de Governador e de Capitão-General na Capitania-Geral do Reino de Angola entre 1726 e 1732, tendo sido antecedido por José Carvalho da Costa e sucedido por Rodrigo César de Meneses.. Foi também Fidalgo da Casa Real e Mestre de Campo General, além de Governador Proprietário da Praça de Elvas. Era filho legítimo de Manuel Nunes de Seixas, General de Batalha, Fidalgo da Casa Real e Governador da Paraíba, e de D. Joana Maria Mascarenhas. Por parte paterna, era neto de outro Manuel Nunes de Seixas, que teve as mesmas honras do filho, tendo sido também General de Batalha, além de Camareiro de Afonso VI de Portugal. Era neto materno de Xisto de Freitas e de D. Luísa Soares Cavalcanti, naturais de Lisboa, sendo a última filha ilegítima do pernambucano Jerônimo Cavalcanti de Albuquerque e da lisboeta Bárbara Soares, mulher solteira. Jerônimo Cavalcanti de Albuquerque era filho do nobre florentino Filippo Cavalcanti e de D. Catarina de Albuquerque, filha de Jerônimo de Albuquerque e de D. Maria do Espírito Santo Arco-Verde. 